# Colonització grega

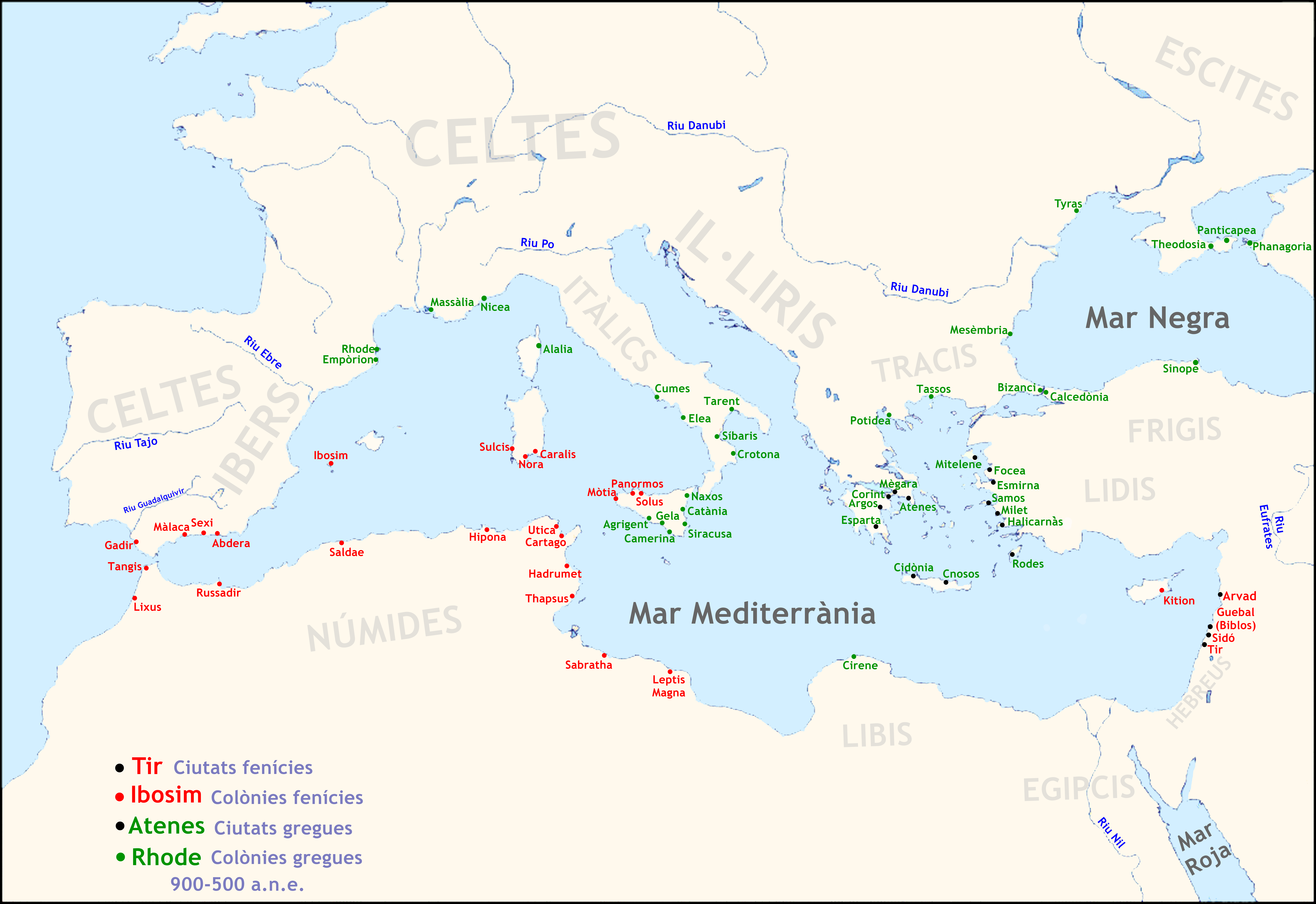
Mapa de les principals colònies gregues i fenícies

La colonització grega comprèn l'expansió dels grecs a l'edat antiga, primer per les conques de la Mediterrània i de la mar Negra, i després també per extenses regions d'Àsia.

## Períodes

### Antiga Grècia

Les colònies gregues antigues i els seus dialectes a la Magna Grècia.
Grec del NO
Acadi
Dòric
Jònic

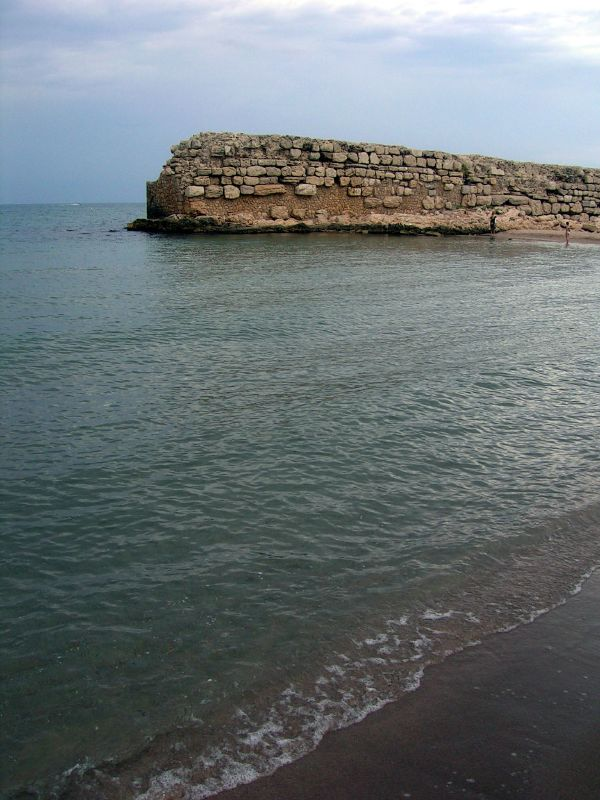
Restes del port grec a Empúries

A l'antiguitat, les activitats comercials de les tribus gregues des del seu nucli originari van portar els grecs a instal·lar-se en colònies al voltant de tota la Mediterrània i la mar Negra, a partir de l'any 800 aC. Es van fundar més de 400 noves ciutats estat a la Magna Grècia (Sicília i sud de la península Itàlica), a la Cirenaica, a les costes d'Hispània i la Gàl·lia, a l'Àsia Menor i al voltant de la mar Negra. Era un procés organitzat, on un membre designat per la polis, anomenat ecista, liderava la fundació d'una nova ciutat que mantenia els lligams amb la metròpoli, de manera que es va produir una hel·lenització de les regions mediterrànies i zones properes.

### Període hel·lenístic

Les colònies hel·lenístiques en l'imperi d'Alexandre (segle IV aC)

La conquesta de l'Imperi Aquemènida per Alexandre el Gran va assenyalar l'inici del període hel·lenístic, que es caracteritza per una nova onada de colonització en territoris asiàtics i nord-africans. Diverses noves dinasties gregues, envoltades de les elits corresponents es van fer càrrec de l'Egipte ptolemaic, de l'Imperi Selèucida a Pèrsia, i del Regne indogrec al nord-oest de l'Índia.
Molts grecs van emigrar a les noves ciutats hel·lenístiques fundades per Alexandre i pels seus generals, a llocs tan llunyans com l'actual Uzbekistan, l'actual Pakistan, o Kuwait. Les ciutats hel·lenístiques de Selèucia del Tigris, Antioquia de l'Orontes i Alexandria d'Egipte eren les ciutats més grans del món durant el període hel·lenístic i sota l'Imperi Romà.

### Imperi Romà
Sota l'Imperi Romà, els grecs es van escampar per tot l'imperi, i a les seves províncies orientals el grec va esdevenir la lingua franca en lloc del llatí, que ho era a la part occidental. Durant aquest període, els grecs ja no eren un subjecte polític diferenciat, i per aquest motiu ja no van seguir fundant noves colònies, però en canvi la seva forta personalitat i la presència que tenien arreu els van convertir en el cos central de la ciutadania romana a la part oriental de l'imperi.
La majoria dels cristians dels primers segles eren, sobretot, de parla grega, l'Imperi Romà va acabar de ser cristianitzat en el segle iv, i a l'Imperi Romà d'Orient subsegüent l'Església ortodoxa grega esdevingué una marca definidora de la identitat nacional dels grecs dispersos.

## Llista de colònies gregues

### Hispània
- Hemeroscopèon (insegura)
- Empúries
- Rode (Roses)

### Gàl·lia
- Massàlia (Marsella)